# Gonzalo Duarte García de Cortázar
Monseñor Gonzalo Duarte García de Cortázar, SS.CC. (Valparaíso, 27 de septiembre de 1942) es un obispo emérito chileno. Fue obispo de la Diócesis de Valparaíso desde 1998 hasta 2018, y Gran Canciller de la Pontificia Universidad Católica de Valparaíso.

## Biografía

### Infancia
Sus padres fueron Ignacio Duarte Calderón y María del Carmen García de Cortázar Sagarmínaga. Tiene dos hermanos, Francisco Javier Duarte e Ignacio Duarte.
Fue bautizado en la Parroquia Los Doce Apóstoles. Estudió en la Escuela Pública Ramón Barros Luco continuándolos en el Colegio de los Sagrados Corazones de Valparaíso, Congregación a la cual actualmente pertenece, terminó sus estudios escolares egresando del VI año de humanidades en 1958.

## Sacerdote y estudios universitarios
Ingresa a la Congregación de los Sagrados Corazones al año siguiente, 1959. El 8 de julio de 1967 es ordenado sacerdote por el obispo emérito de la Diócesis de Temuco, mons. Alejandro Menchaca Lira.
Continúa sus estudios universitarios en su ciudad en la Pontificia Universidad Católica de Valparaíso donde se recibe de Profesor de Educación Media en Religión y Moral.
En 1987 realiza su especialización en Roma en la Pontificia Universidad Gregoriana y en el Pontificio Ateneo de San Anselmo hasta 1988.

## Profesor y rector
Como miembro de la Congregación de los Sagrados Corazones trabaja en sus colegios. Entre 1968 y 1970 en el de Santiago en Alameda. Al año siguiente, en 1971, vuelve a su región y trabaja en Valparaíso hasta 1978, para continuar en el Colegio de Viña del Mar al año siguiente hasta 1986, regresando un segundo período entre 1990 y 1994. En los colegios de Valparaíso y de Viña del Mar ejerció el cargo de rector.

## Obispo
El papa Juan Pablo II lo designa Obispo Castrense de Chile el 31 de enero de 1995. Es consagrado el 2 de abril de ese año en el Templo Votivo de Maipú por el Nuncio Apostólico mons. Piero Biggio asistido por mons. José Joaquín Matte Varas, obispo emérito castrense, y por mons. Javier Prado Aránguiz SS.CC., obispo de Rancagua. 
Toma posesión de la Iglesia Catedral Castrense al día siguiente, lunes 3 de abril.
El papa Juan Pablo II lo designa Obispo de Valparaíso el 4 de diciembre de 1998, sin perjuicio de su cargo de obispo castrense. Asume en Valparaíso el 27 de diciembre de 1998.
Entrega el cargo de Obispo Castrense a Mons. Pablo Lizama Riquelme el 27 de noviembre de 1999.
El año 2018 Duarte fue acusado de encubrimiento de casos de abuso sexual y de poder dentro de la Iglesia católica en Chile. Las denuncias en su contra involucran a ex seminaristas a quienes Duarte no apoyó luego de recibir información respecto a abusos cometidos por otros sacerdotes.